# Rudolf Streiff-Becker
Rudolf Streiff-Becker (* 19. Mai 1873 in Wien; † 19. November 1959 in Zürich) war ein Schweizer Unternehmer, autodidaktischer Föhnforscher und Glaziologe, Autor und Maler.

## Leben und Werk
Streiff wuchs als zweitjüngstes Kind bis zu seinem vierten Lebensjahr mit vier Geschwistern in Wien auf. Als sein Vater starb, kehrte die Mutter mit ihren Kindern in ihre Heimat nach Ennenda zurück, wo die Familie im Haus des Grossvaters mütterlicherseits eine Wohnung beziehen konnte.
Streiff begeisterte sich, auch beeinflusst von seinem Grossvater, schon früh für die Natur und hielt seine Beobachtungen mit Talent zeichnerisch fest. Als 14-Jähriger kam Streiff auf der Sandalp zum ersten Mal mit der Gletscherwelt in Berührung. Später besuchte er das Technikum Winterthur und liess sich zum Maschinentechniker ausbilden.
Anschliessend war Streiff bei der Firma «Cotonificio Zopfi» in Ranccia bei Bergamo tätig und entschloss sich wegen der wirtschaftlichen Krise, eine Stelle in Brasilien in einer Textilfabrik anzunehmen, die er jedoch kurze Zeit darauf wieder verliess. Zusammen mit seinem jüngeren Bruder gründete Streiff 1894 in Santo André eine eigene Möbelfabrik und wurde bald zum Grossgrundbesitzer und Grossunternehmer. Freundschaftliche Beziehungen unterhielt Streiff mit den Siedlern der «Colonia Helvetia» bei Campinas. Später schilderte er im Buch Erinnerungen eines Überseers, das 1943 erschien, seine Erlebnisse aus dieser Zeit. Zudem schuf Streiff zahlreiche Bilder und Zeichnungen von der brasilianischen Landschaft und deren Bewohnern.
Streiff heiratete 1904 die aus Ennenda stammende Maria, geborene Becker. Zusammen hatten sie zwei Söhne. 1919 kehrte er in die Schweiz zurück und siedelte sich in Weesen an. Streiff begann sich als Autodidakt für die Geologie, Meteorologie und Geographie der Glarner Alpen, insbesondere für deren Fallwind Föhn und die Bewegung der Gletscher, zu interessieren.
Ab 1920 war Streiff Mitglied der Gletscherkommission der Physikalischen Gesellschaft Zürich und bearbeitete vor allem das Gebiet des Clariden, da dieses sowohl geologisch als auch in Bezug auf die verschiedenen Gletschertypen von grossem Interesse war. Streiff veröffentlichte ab 1922 zahlreiche Arbeiten über seine Spezialgebiete, hielt darüber ebenso Vorträge und wurde von der Fachwelt bald anerkannt. 1921 trat Streiff der Schweizerischen Naturforschenden Gesellschaft (SNG; seit 1988 Akademie der Naturwissenschaften Schweiz) bei und war von 1931 bis 1934 deren Zentralkassier. Diese Gesellschaft vertrat Streiff bis zuletzt im Senat der SNG.

## Ehrungen
Streiff wurde 1934 für seine «Verdienste um die schweizerische Landeskunde» von der Universität Zürich der Ehrendoktor verliehen. 1940 wurde er zum Ehrenmitglied der Naturforschenden Gesellschaft des Kantons Glarus ernannt. 1941 erhielt Streiff für seine Untersuchungen über den Föhn den Preis der «Schäfli-Stiftung» der SNG. 1946 verlieh ihm der Schweizer Alpen-Club die Ehrenmitgliedschaft in Würdigung seiner Verdienste in der wissenschaftlichen Erforschung der Alpen. 1948 wurde Streiff korrespondierendes Mitglied des Instituto Histórico e Geográfico de São Paulo (IHGSP).

## Veröffentlichung
- Erinnerungen eines Überseers. Seiner Familie und seinen Freunden erzählt. Mit 14 Zeichnungen. Tschudi, Glarus 1943.